# GP Mario De Clercq 2013
De 9e editie van de cyclocross GP Mario De Clercq in Kluisbergen werd gehouden op 13 oktober 2013. De wedstrijd maakte deel uit van de bpost bank trofee 2013-2014. De titelverdediger was de Belg Niels Albert. Dit jaar won zijn landgenoot Sven Nys.

## Mannen elite

### Uitslag
| Plaats | Naam                | Ploeg                     | Tijd    |
| ------ | ------------------- | ------------------------- | ------- |
| 1      | Sven Nys            | Crelan-Euphony            | 57'06"  |
| 2      | Martin Bína         | KwadrO-Stannah            | + 17"   |
| 3      | Niels Albert        | BKCP-Powerplus            | + 20"   |
| 4      | Klaas Vantornout    | Sunweb-Napoleon Games     | + 1'08" |
| 5      | Marcel Meisen       | KwadrO-Stannah            | z.t.    |
| 6      | Thijs van Amerongen | AA Drink                  | z.t.    |
| 7      | Lars van der Haar   | Rabobank Development Team | + 1'30" |
| 8      | Philipp Walsleben   | BKCP-Powerplus            | + 1'36" |
| 9      | Bart Aernouts       | AA Drink                  | + 1'58" |
| 10     | Twan van den Brand  | Orange Babies             | + 2'11" |
| 11     | 0                   |                           |         |
| 12     | 0                   |                           |         |
| 13     | 0                   |                           |         |
| 14     | 0                   |                           |         |
| 15     | 0                   |                           |         |

| Pos. | Punten |
| ---- | ------ |
| 1    | 80     |
| 2    | 60     |
| 3    | 40     |
| 4    | 30     |
| 5    | 25     |
| 6    | 20     |
| 7    | 17     |
| 8    | 15     |
| 9    | 12     |
| 10   | 10     |
| 11   | 8      |
| 12   | 5      |
| 13   | 4      |
| 14   | 2      |
| 15   | 1      |

2000 · 
2001 · 
2002 · 
2003 ·
2004 · 
2010 · 
2011 · 
2012 · 
2013 · 
2014 · 
2015 ·
2016 ·
2017 ·
2018 ·
2019
 GP Mario De Clercq · 
 Koppenbergcross · 
 GP van Hasselt · 
 GP Rouwmoer · 
 Azencross · 
 GP Sven Nys · 
 Krawatencross ·
 Internationale Sluitingsprijs